# 고정익기

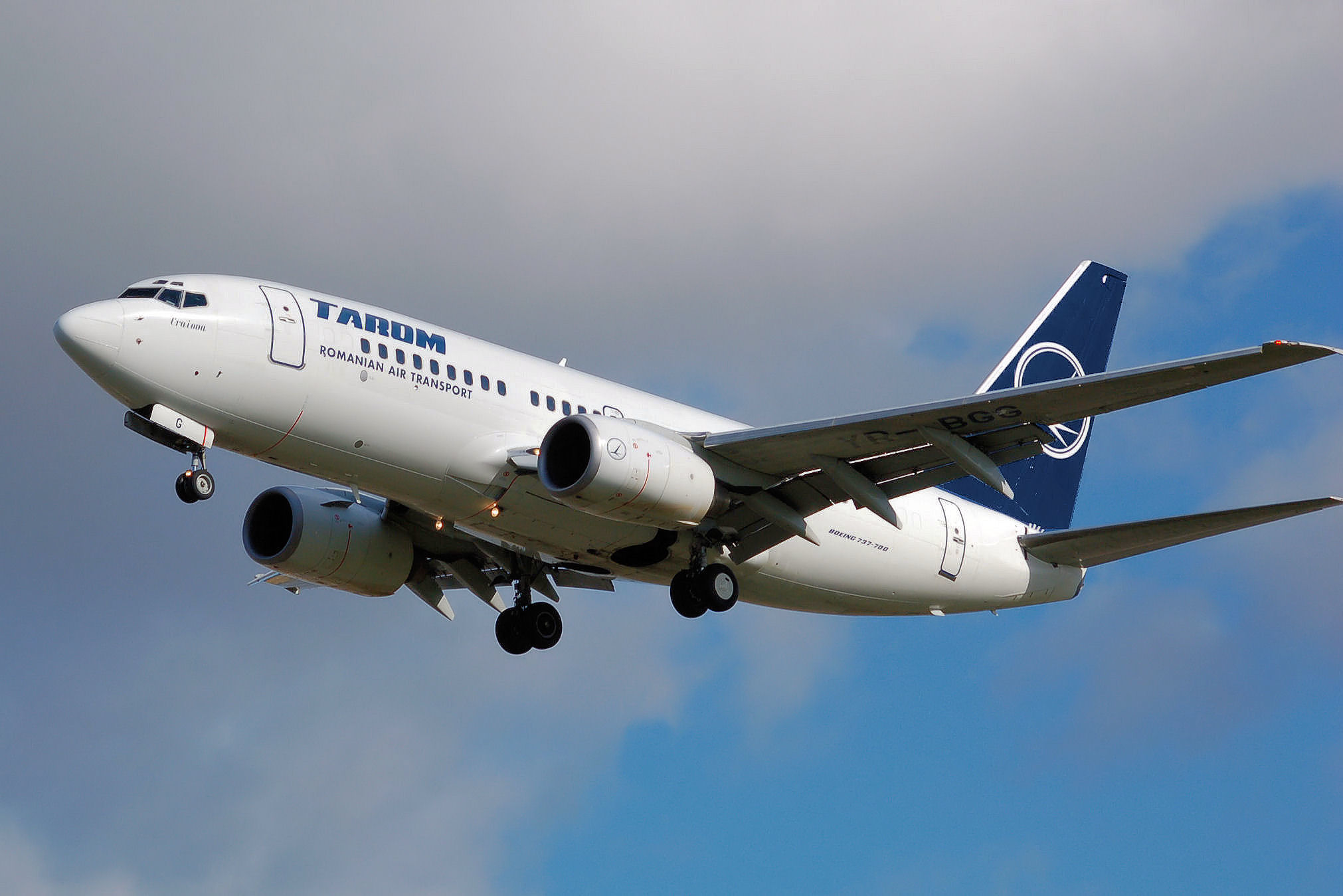
고정익기의 예시인 보잉 737 여객기이다.

고정익기(固定翼機)는 항공기의 종류 중 하나로, 날개를 사용하는 것을 의미한다. 고정익기는 항공기의 전진 속도와 날개 모양에 의해 발생하는 양력을 생성하는 날개를 사용하여 비행할 수 있는 비행기와 같은 공기보다 무거운 비행 기계이다. 고정익기는 회전익 항공기(날개가 회전축 또는 "마스트"에 장착된 로터를 형성함) 및 오니톱터(날개가 새와 유사한 방식으로 퍼덕이는 것)와 구별된다. 고정익 항공기의 날개가 반드시 단단할 필요는 없다. 카이트, 행글라이더, 가변 날개 항공기 및 날개 모핑을 사용하는 비행기는 모두 고정익 항공기의 예이다.
다양한 종류의 자유 비행 글라이더와 묶인 연을 포함한 글라이딩 고정익 항공기는 이동하는 공기를 사용하여 고도를 얻을 수 있다. 엔진으로부터 전방 추력을 얻는 동력 고정익 항공기에는 동력 패러글라이더, 동력 행글라이더 및 일부 지상 효과 차량이 포함된다. 대부분의 고정익 항공기는 조종사가 탑승하여 비행하지만 일부는 무인으로 특별히 설계되었으며 원격 또는 자율적으로(온보드 컴퓨터 사용) 제어된다.

## 같이 보기
- 여객기
- 항공
- 항공의 역사